# Brotherella herbacea
Brotherella herbacea är en bladmossart som beskrevs av Sakurai in Oti 1950. Brotherella herbacea ingår i släktet Brotherella och familjen Sematophyllaceae. Inga underarter finns listade i Catalogue of Life.